# El espinazo del diablo
El Espinazo del Diablo (Brasil: A Espinha do Diabo / Portugal: Nas Costas do Diabo) é um filme espanhol, do gênero terror, dirigido por Guillermo del Toro.

## Sinopse
Carlos, um garoto de 12 anos, perde seu pai e é deixado no orfanato Santa Luzia, em plena Guerra Civil Espanhola. Lá, aprende a conviver com adultos agressivos e crianças perturbadas pela atmosfera do lugar. O espírito de um ex-aluno clama por vingança e instiga Carlos a descobrir seu assassino.